# Orbiculorhynchus luebbeni
Orbiculorhynchus luebbeni är en plattmaskart som beskrevs av Noldt 1989. Orbiculorhynchus luebbeni ingår i släktet Orbiculorhynchus och familjen Gnathorhynchidae. Inga underarter finns listade i Catalogue of Life.